# Øksfjord
Øksfjord (nordsamiska: Ákšovuotna, kvänska: Aksuvuono) är en tätort och ett fiskeläge med cirka 550 invånare, som är centralort i Loppa kommun i Finnmark fylke i norra Norge. Huvudnäringarna i kommunen är fiske och akvakultur. 
Från Øksfjord går bilfärja till Hasvik på Sørøya och man har vägförbindelse med E6 via fylkesväg 882 till Langfjordbotn (cirka 40 kilometer). Orten anknöts 1986 till fastlandet genom en ca 4 km lång tunnel.  Hurtigruten stannar vid Øksfjord.
Redan 1814 var Øksfjord handelsställe och 1964 flyttades kommunadministrationen hit från Bergsfjord.

## Kultur
Den norska zombiefilmen Död Snö utspelar sig i Øksfjord.
Ungefär en gång i månaden besöker en resande biograf orten och visar film för såväl barn som vuxna. 

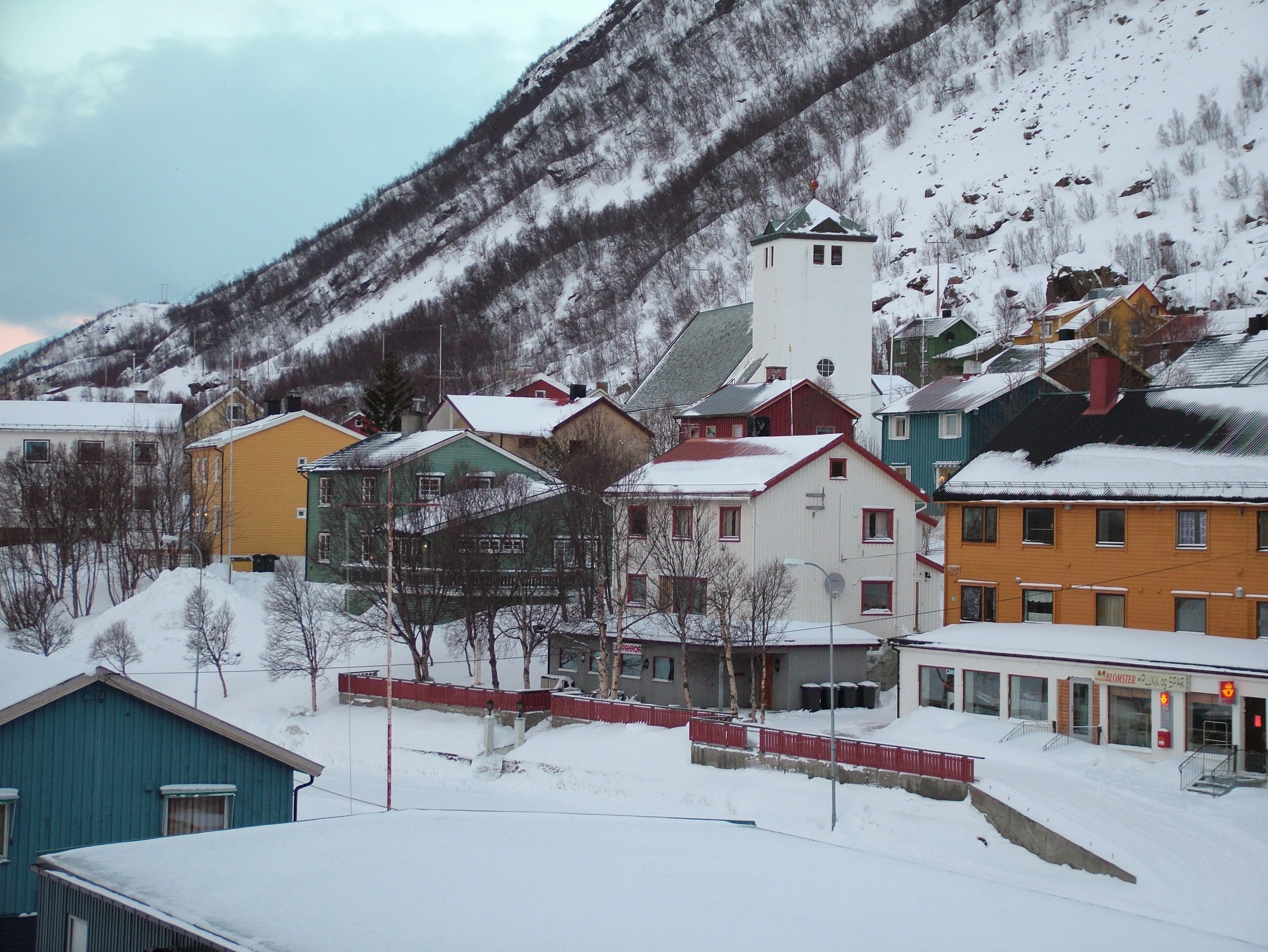
Øksfjord.